# Mesonauta egregius
Mesonauta egregius är en fiskart som beskrevs av Kullander och Silfvergrip, 1991. Mesonauta egregius ingår i släktet Mesonauta och familjen Cichlidae. Inga underarter finns listade i Catalogue of Life.